# 르망 (음식)
르망(말레이어·인도네시아어: lemang)은 대통 안에 바나나잎을 깔고 찹쌀, 코코넛밀크, 소금을 넣은 다음 불에 익혀 만든 음식이다. 인도네시아, 말레이시아, 브루나이와 싱가포르에서 즐겨 먹으며, 이드 알피트르나 이드 알아드하 같은 이슬람 명절 때 금식이 끝나는 것을 축하하며 먹는 음식이기도 하다.

## 만들기
대통 안에 바나나잎을 깔고 찹쌀, 코코넛밀크, 소금을 넣은 다음, 대통 입구가 위를 향하도록 불가에 비스듬히 세워서 익힌다.

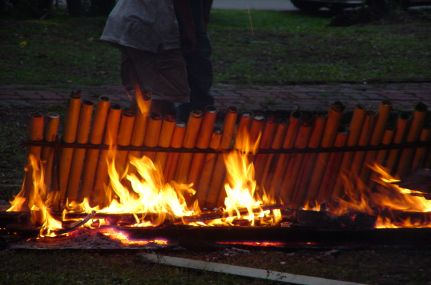
르망 익히기
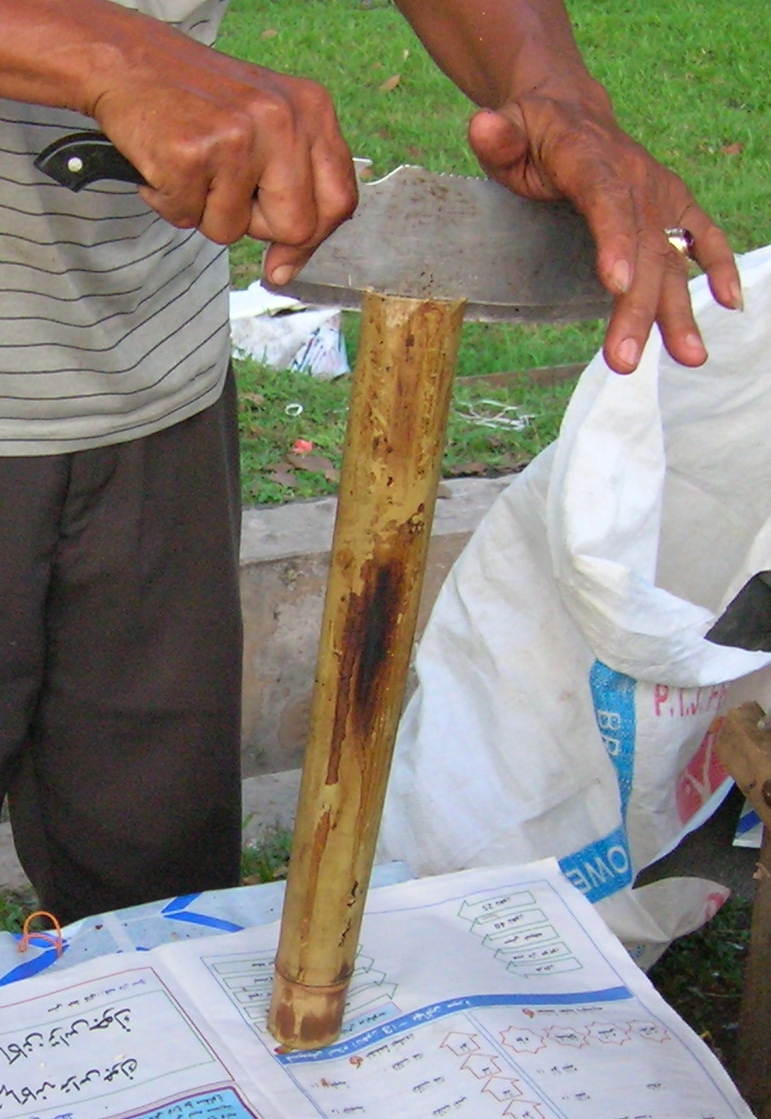
르망이 익은 뒤 대통 자르기
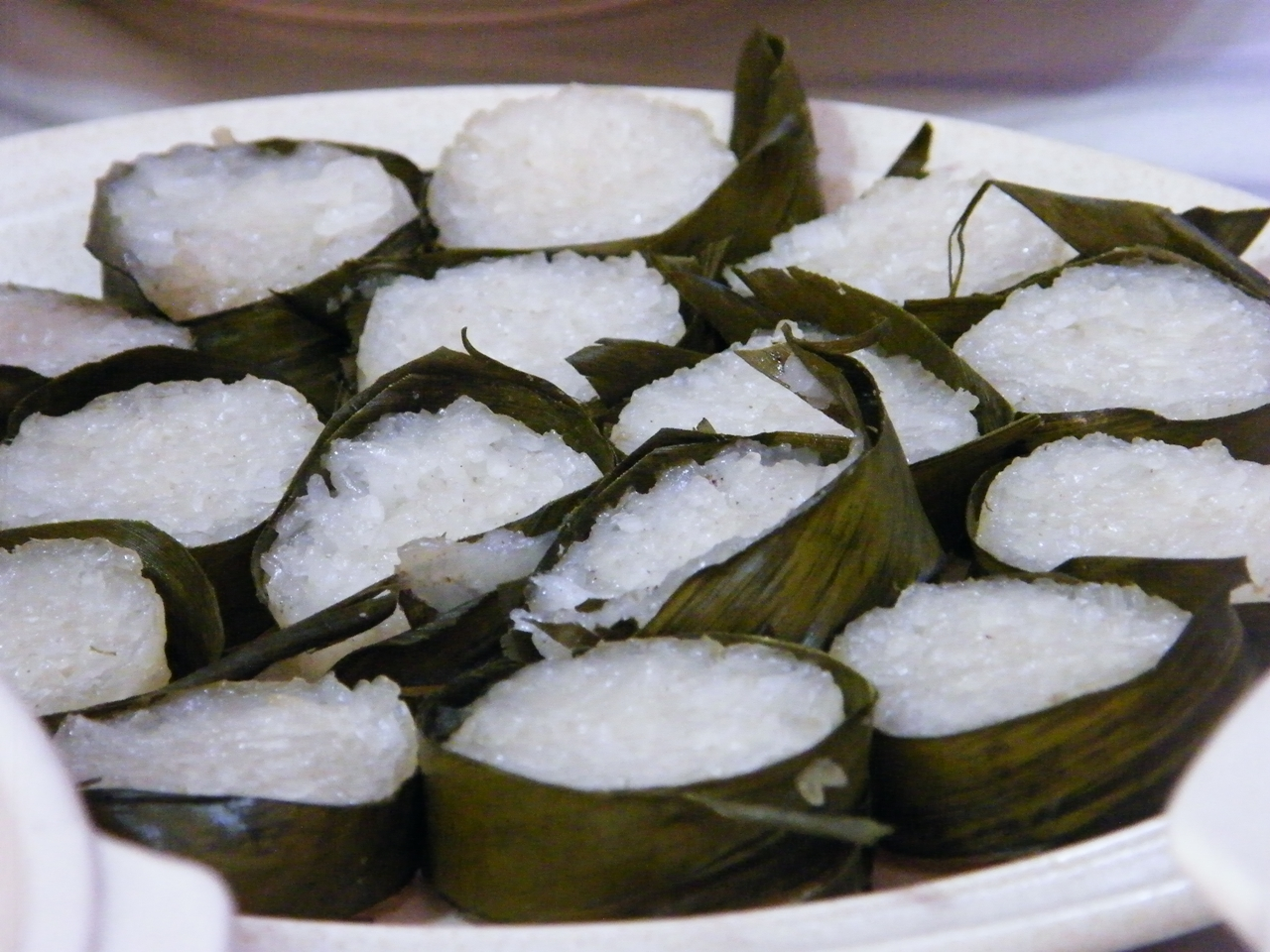
잘 익은 르망

## 같이 보기
- 껌 람
- 끄랄란
- 나시 르막
- 대통밥
- 수만
- 숭아 피타
- 카오 람